# Challenger Salinas 2006
Il Challenger Salinas 2006 è stato un torneo di tennis facente parte della categoria ATP Challenger Series nell'ambito dell'ATP Challenger Series 2006. Il torneo si è giocato a Salinas in Ecuador dal 13 al 19 marzo 2006 su campi in cemento.

## Vincitori

### Singolare
Benjamin Becker ha battuto in finale  Jesse Witten con il punteggio di 4–6, 6–3, 6–2

### Doppio
Thiago Alves /  Júlio Silva hanno battuto in finale  André Ghem /  Alexandre Simoni con il punteggio di 3–6, 6–4, [10-4]